# Wojciechowo Wielkie
Wojciechowo Wielkie – przysiółek wsi Zawada w Polsce, położony w województwie dolnośląskim, w powiecie oleśnickim, w gminie Syców.
W latach 1945–54 siedziba gminy Wojciechowo Wielkie. W latach 1975–1998 przysiółek należał administracyjnie do województwa kaliskiego.

## Nazwa
W 1295 w kronice łacińskiej Liber fundationis episcopatus Vratislaviensis (pol. Księga uposażeń biskupstwa wrocławskiego) miejscowość wymieniona jest jako Woyczechowo.

## Zabytki
Do wojewódzkiego rejestru zabytków wpisany jest:
- zespół dworski:
  - dwór, z 1869 r.
  - park, z drugiej połowy XIX w.